# Zacatecas (stát)
Zacatecas [sakatekas] je jeden z 31 států Mexika. Zabírá plochu 75 275 km². Hraničí se státy Durango a Coahuila na severu, San Luis Potosí na východě, Aguascalientes a Jalisco na jihu a Jalisco a Durango na západě. Podle sčítání lidu v roce 2020 ve státě Zacatecas žilo 1 622 138 obyvatel. Hlavní město nese stejný název jako stát, Zacatecas.